# José Ángel Valdés
José Ángel Valdés Díaz (* 5. září 1989, Gijón, Španělsko), známý jako José Ángél nebo Cote, je španělský fotbalový obránce, který od roku 2017 hraje ve španělském klubu SD Eibar.

## Reprezentační kariéra
José Ángel Valdés působil v mládežnických reprezentacích Španělska. 

Se španělskou reprezentací do 20 let se zúčastnil Mistrovství světa hráčů do 20 let 2009 v Egyptě. 

S týmem do 21 let vyhrál roku 2011 Mistrovství Evropy U21 v Dánsku, kde Španělé zvítězili ve finále nad Švýcarskem 2:0.